# Борзенков, Яков Андреевич
Яков Андреевич Борзенков  (1832—1883) (фамилия, по свидетельству В. Н. Лясковского, произносилась им самим так: Бо́рзенков; в других источниках можно встретить написание Борзёнков) — русский анатом, физиолог, историк зоологии, дарвинист, ординарный профессор Московского университета.

## Биография
Родился в семье подпоручика. С 1845 года учился в Ришельевском лицее. Летом 1851 года перевёлся в Московский университет, где в 1855 году окончил естественное отделение физико-математического факультета со званием кандидата.
В 1857 году сдал магистерские экзамены и был оставлен при университете для подготовки к профессорскому званию. В связи с болезнью профессора Н. А. Варнека вместо него читал зоологию и сравнительную анатомию, сначала на медицинском факультете (с февраля 1959), а затем на физико-математическом факультете (с ноября 1959). Первый профессор Московского университета, познакомивший студентов с теорией Ч. Дарвина.
С марта 1860 года — адъюнкт по кафедре сравнительной анатомии и физиологии. С апреля 1862 по август 1864 годов был командирован за границу: в Вюрцбурге под руководством Альберта Кёлликера и Генриха Мюллера изучал гистологию яичника.
Вернувшись в Россию, Борзенков читал лекции в Московском университете и Петровской земледельческой и лесной академии (1867—1870).
После защиты в 1869 году магистерской диссертации «Из истории развития яйца и яичника у курицы» был утверждён в звании доцента Московского университета, а в 1870 году после защиты докторской диссертации «Образование яичника у курицы и развитие его в первое время существования», был избран экстраординарным профессором сравнительной анатомии. С сентября 1873 года Я. А. Борзенков — ординарный профессор кафедры сравнительной анатомии и физиологии ИМУ. 
В Московском университете Борзенков основал школу сравнительной анатомии позвоночных животных, оборудовал кабинет сравнительной анатомии, создал при нём библиотеку и музей. Борзенков — один из организаторов Московского зоологического сада.
Разрабатывал различные области сравнительной анатомии (гистологическое строение рога носорога, анатомия морских животных). Редко публиковал результаты своих исследований, используя их в основном на лекциях. Имел репутацию строгого критика, на лекциях был лаконичен, по характеру молчалив и малообщителен.
Жил без семьи, в меблированных комнатах в здании университета. Помогал неимущим, скрывая свою благотворительность.
Похоронен на Ваганьковском кладбище (14 уч.).